# Les Amours de Marthe
Pour plus de détails, voir Fiche technique et Distribution.
Les Amours de Marthe (The Affairs of Martha) est un film américain en noir et blanc réalisé par Jules Dassin, sorti en 1942. Le film fut un échec commercial.

## Synopsis
La tranquillité des habitants du quartier de Rock Bay à Long Island est perturbée par les potins du journal local. Une femme de chambre est sur le point de révéler des secrets gênants.

## Fiche technique
- Titre original : The Affairs of Martha
- Titre français : Les Amours de Marthe[2]
- Réalisation : Jules Dassin
- Scénario : Isobel Lennart d'après une de ses œuvres.
- Musique : Bronislau Kaper avec la collaboration de Daniele Amfitheatrof et de Mario Castelnuovo-Tedesco
- Image : Charles Lawton Jr.
- Montage : Ralph E. Winters
- Production : Metro-Goldwyn-Mayer
- Distribution : Loew's Inc.[3]
- Pays de production :  États-Unis
- Langue originale : anglais américain
- Format : noir et blanc — 35 mm — image : 1,37:1 — son : mono (Western Electric Sound System)
- Genre : comédie romantique
- Durée : 66 minutes
- Dates de sortie : 
  - États-Unis : 21 juin 1942
  - France : 28 novembre 1947[2]

## Distribution
- Marsha Hunt : Martha Lindstrom
- Richard Carlson : Jeff Sommerfield
- Marjorie Main : Mrs. McKessic
- Virginia Weidler : Miranda Sommerfield
- Spring Byington : Sophia Sommerfield
- Allyn Joslyn : Joel Archer
- Frances Drake : Sylvia Norwood
- Barry Nelson : Danny O'Brien
- Melville Cooper : Dr. Clarence Sommerfield
- Inez Cooper : Mrs. Jacell
- Sara Haden : Mrs. Justin I. Peacock
- Margaret Hamilton : Guinevere, un serviteur
- Ernest Truex : Llewellyn Castle
- Cecil Cunningham : Mrs. Llewellyn Castle
- William B. Davidson : Homer Jacell
- Aubrey Mather : Justin I. Peacock
- Grady Sutton : Justin I. Peacock, Jr